# Vermilion River (Kootenay River)
Der Vermilion River ist ein etwa 65 km langer linker Nebenfluss des Kootenay River im Kootenay-Nationalpark in der kanadischen Provinz British Columbia.

## Flusslauf
Der Vermilion River entspringt in den kanadischen Rocky Mountains an der kontinentalen Wasserscheide auf einer Höhe von 2000 m. Das Quellgebiet liegt 5,5 km westlich des Vermillion Pass zwischen den beiden Bergen Chimney Peak und Mount Whymper. Der Flusslauf sowie ein großer Teil des etwa 951 km² großen Einzugsgebiets liegt innerhalb des Kootenay-Nationalparks. Der Vermilion River fließt zuerst nach Osten zum 1651 m hoch gelegenen Vermilion Pass, wo er sich nach Südwesten wendet. Der British Columbia Highway 93 folgt dem gesamten Flusslauf durch den Nationalpark bis zur Vereinigung mit dem Oberlauf des Kootenay River unterhalb von Kootenay Crossing. Am Flusslauf liegen die Stromschnellen der Numa Falls. Nennenswerte Zuflüsse sind Tokumm Creek und Ochre Creek von rechts sowie Simpson River von links.